# Monecphora fluvialis
Monecphora fluvialis är en insektsart som beskrevs av Victor Lallemand 1924. Monecphora fluvialis ingår i släktet Monecphora och familjen spottstritar. Inga underarter finns listade i Catalogue of Life.